# ملعب سبورتيفو باراكاس
ملعب سبورتيفو باراكاس (بالإنجليزية: Estadio Sportivo Barracas) هو ملعب كرة قدم يقع في بوينس آيرس، الأرجنتين، يتسع لـ 30,000 متفرج. هو الملعب الرسمي لفريق سبورتيفو باراكاس.

## التاريخ
افتتح الملعب في 30 أكتوبر 1913.

## أهم الأحداث التي استضافها
- كأس أمريكا الجنوبية 1921
- كأس أمريكا الجنوبية 1925